# Kensal Green Cemetery

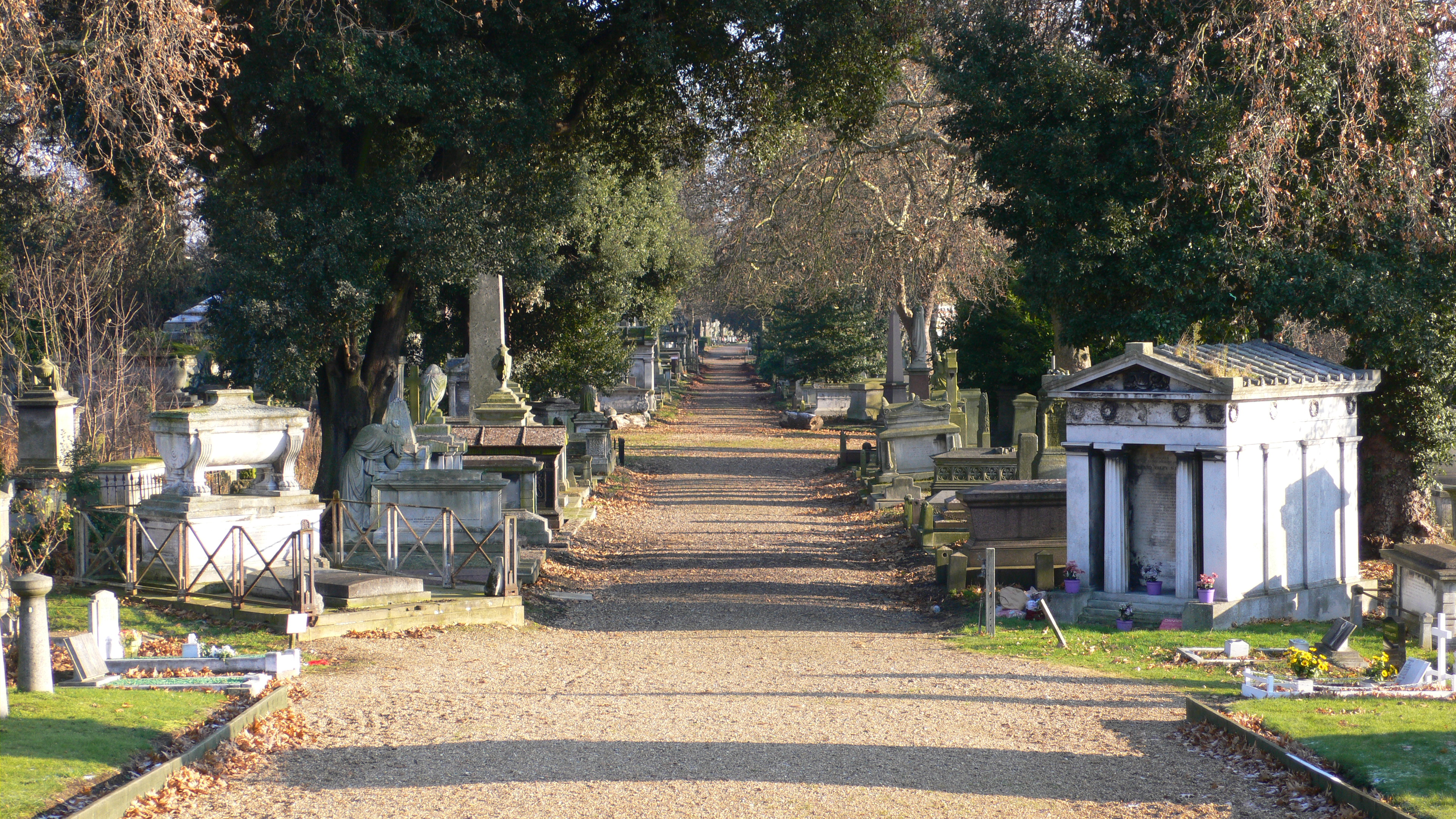
Kensal Green Cemetery, 2005

Kensal Green Cemetery (dt. Friedhof Kensal Green) ist ein Friedhof im Londoner Stadtteil Kensal Green und der erste und älteste kommerzielle Friedhof in London. Der Friedhof wurde infolge eines Acts of Parliament zur Beseitigung der Platznot bei Begräbnissen in London 1833 eröffnet. Das starke Wachstum der Stadt und die hohe Sterblichkeit hatten zuvor zu unhaltbaren hygienischen Zuständen in der Umgebung der vielen kleinen und überfüllten Begräbnisstätten geführt. Schon zwei Jahre zuvor hatte die General Cemetery Company Land erworben, um einen Friedhof zu errichten. Die Anlage wurde nach einem Entwurf von John Griffith im Greek-Revival-Stil errichtet.
Seit dem 13. Juni 1989 kümmert sich eine ehrenamtliche Organisation – The Friends of Kensal Green Cemetery – um den Erhalt der historischen Anlage.

## Gräber bekannter Persönlichkeiten
| - Henry Ainley (1879–1945), Schauspieler - William Harrison Ainsworth (1805–1882), Schriftsteller - Thomas Allom (1804–1872), Architekt - Frederick Scott Archer (1813–1857), Bildhauer und Fotograf. - Charles Babbage (1791–1871), Mathematiker - Harry Baden-Powell (1796–1860), Mathematiker - Betsy Balcombe (1802–1871), Vertraute von Napoleon Bonaparte - Pete Burns (1959–2016),Sänger und tv Persönlichkeit - Michael William Balfe (1808–1870), Komponist - Frederick Settle Barff (1822–1866), Chemiker - James Barry (1795–1865), Arzt - Julius Benedict (1804–1885), Komponist - Charles Blondin (1824–1897), Akrobat und Seiltänzer - George Ferguson Bowen (1821–1899), Gouverneur von Hongkong - John Braham (1774–1856), Sänger - George Bridgetower (1778–1860), Violinvirtuose, Freund von Beethoven - Louis-Charles Mahé de La Bourdonnais (1795–1840), Schachmeister - Robert Brown (1773–1858), Botaniker - Isambard Kingdom Brunel (1806–1859), Ingenieur, Sohn von Marc Isambard Brunel und Sophia Kingdom - Marc Isambard Brunel (1769–1849), Ingenieur, Vater von Isambard Kingdom Brunel - Philip Hermogenes Calderon (1833–1898), Maler - Augustus Wall Callcott (1779–1844), Maler - Lady Maria Callcott (1785–1842), Reiseschriftstellerin und Botanikerin - John Edward Carew (1785–1868), Bildhauer - Anthony Carlisle (1768–1840), Arzt - Sir Ernest Cassel (1852–1921), Bankier - Wilkie Collins (1824–1889), Schriftsteller - Montagu Corry, 1. Baron Rowton (1838–1903), Politiker - Augustus Frederick, Duke of Sussex (1773–1843), Prinz - Willie Edouin (1841–1908), Schauspieler und Theaterdirektor - Hugh Falconer (1808–1865), Botaniker - Edward Francis Fitzwilliam (1824–1857), Komponist - Fanny Fitzwilliam (1801–1854), Schauspielerin - Henri Jean-Baptiste Victoire Fradelle (1778–1865), Maler - Erich Fried (1921–1988), österreichischer Dichter - Marcus Garvey (1887–1940). - Sophia von Großbritannien, Irland und Hannover (1777–1848), Prinzessin - Philip Hardwick (1792–1870), Architekt - Philip Charles Hardwick (1822–1892), Architekt - Catherine Hayes (1818–1861), Opernsängerin - William Thomas Henley (1814–1882), Elektroingenieur und Unternehmer - John Hobhouse, 1. Baron Broughton (1786–1869), englischer Staatsmann - Thomas Hood (1799–1845), Poet und Journalist | - Leigh Hunt (1784–1859), Schriftsteller - Thomas Keith (1827–1895), Chirurg, Gynäkologe und Fotograf - Charles Kemble (1775–1854), Schauspieler - Frances Anne Kemble (1809–1893), Schauspielerin - Halina Korn (1902–1978), Malerin und Bildhauerin - John Claudius Loudon (1783–1843), schottischer Autor - John Graham Lough (1789–1876), Bildhauer - Alexander McDonnell (1798–1835), Schachmeister - Richard Graves MacDonnell (1814–1881), Gouverneur von Hongkong - William Charles Macready (1793–1873), Schauspieler - Edward Maltby (1779–1859), Bischof von Durham - Robert James Mann (1817–1886), Arzt, Naturwissenschaftler und Schriftsteller - Florence Marryat (1833–1899), Schriftstellerin und Schauspielerin - Kitty Melrose (1883–1912), Schauspielerin - Freddie Mercury (1946–1991), Sänger - John Lothrop Motley (1814–1877), Historiker - John Trivett Nettleship (1841–1902), Maler - Robert Owen (1771–1858), Unternehmer und Sozialreformer - Julia Pardoe (1804–1862), Schriftstellerin - Harold Pinter (1930–2008), Autor und Schauspieler - Terence Rattigan (1911–1977), Schriftsteller - Thomas Mayne Reid (1818–1883), Schriftsteller - Henry Sandham (1842–1910), Maler - Sir William Siemens (1823–1883; Carl Wilhelm S.), Industrieller - Robert William Sievier (1794–1865), Bildhauer - Robert Smirke (1753–1845), Maler - John Mark Frederick Smith (1790–1874), General - Howard Staunton (1810–1874), Schachspieler - Paul Edmund de Strzelecki (1797–1873), polnischer Forscher - Dwarkanath Tagore (1794–1846), bengalischer / indischer Industrieller - William Makepeace Thackeray (1811–1863), Schriftsteller - Lydia Thompson (1838–1908), Tänzerin - Therese Tietjens (1831–1877), Opernsängerin - Steve Peregrin Took (1949–1980), Musiker, Mitbegründer von T. Rex - Anthony Trollope (1815–1882), Schriftstellerin - Cecilia Underwood, 1. Duchess of Inverness (1785–1873), Gemahlin von Prinz Augustus Frederick - William Vincent Wallace (1812–1865), Komponist - Thomas Wakley (1795–1862), Arzt, Begründer von The Lancet - John William Waterhouse (1849–1917), Maler - John Whichcord Jr. (1823–1885), Architekt - Jane Williams (1798–1884), (platonische) Freundin von Percy Bysshe Shelley - Erasmus Augustus Worthington (1791–1880), Maler |

## Galerie

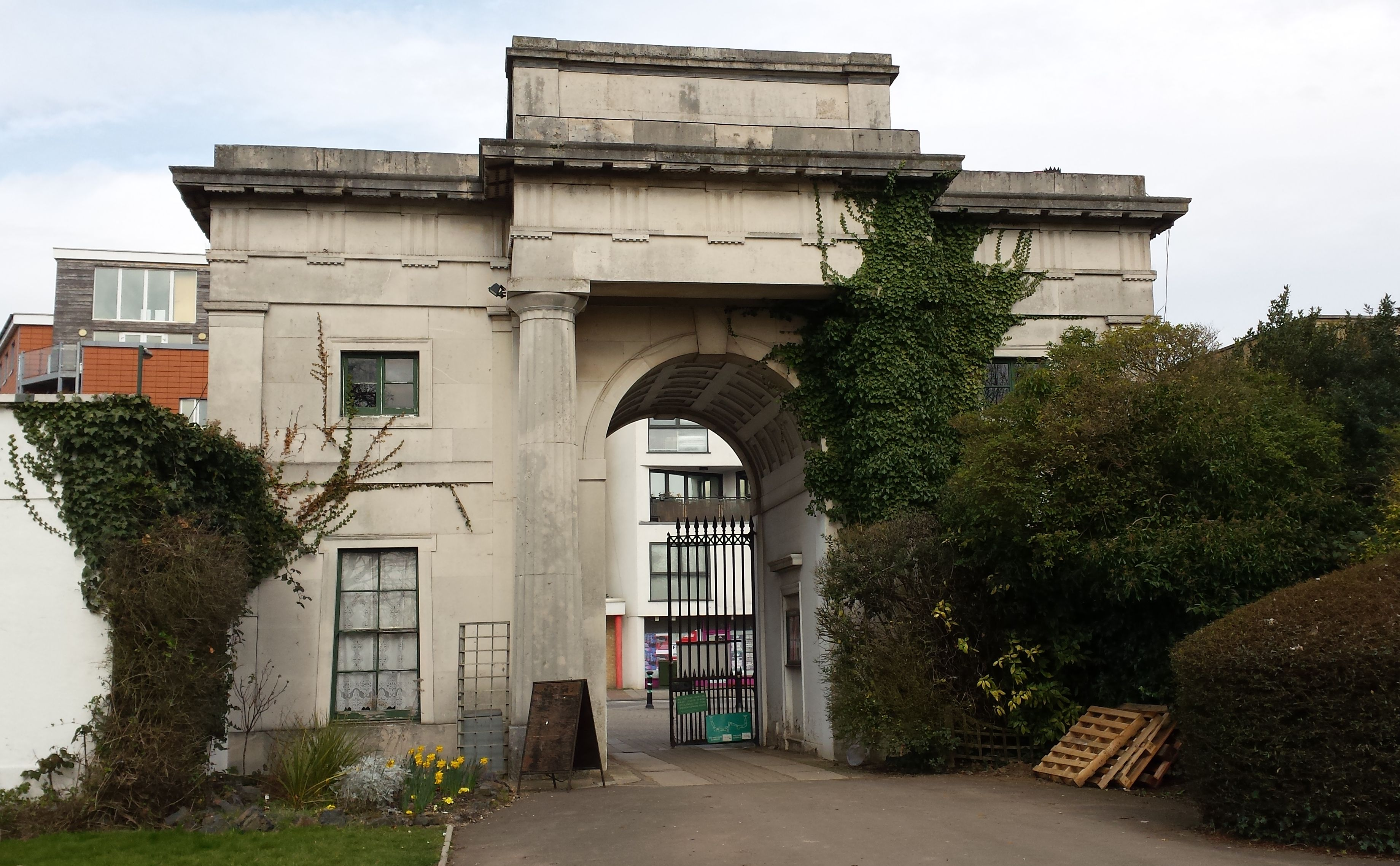
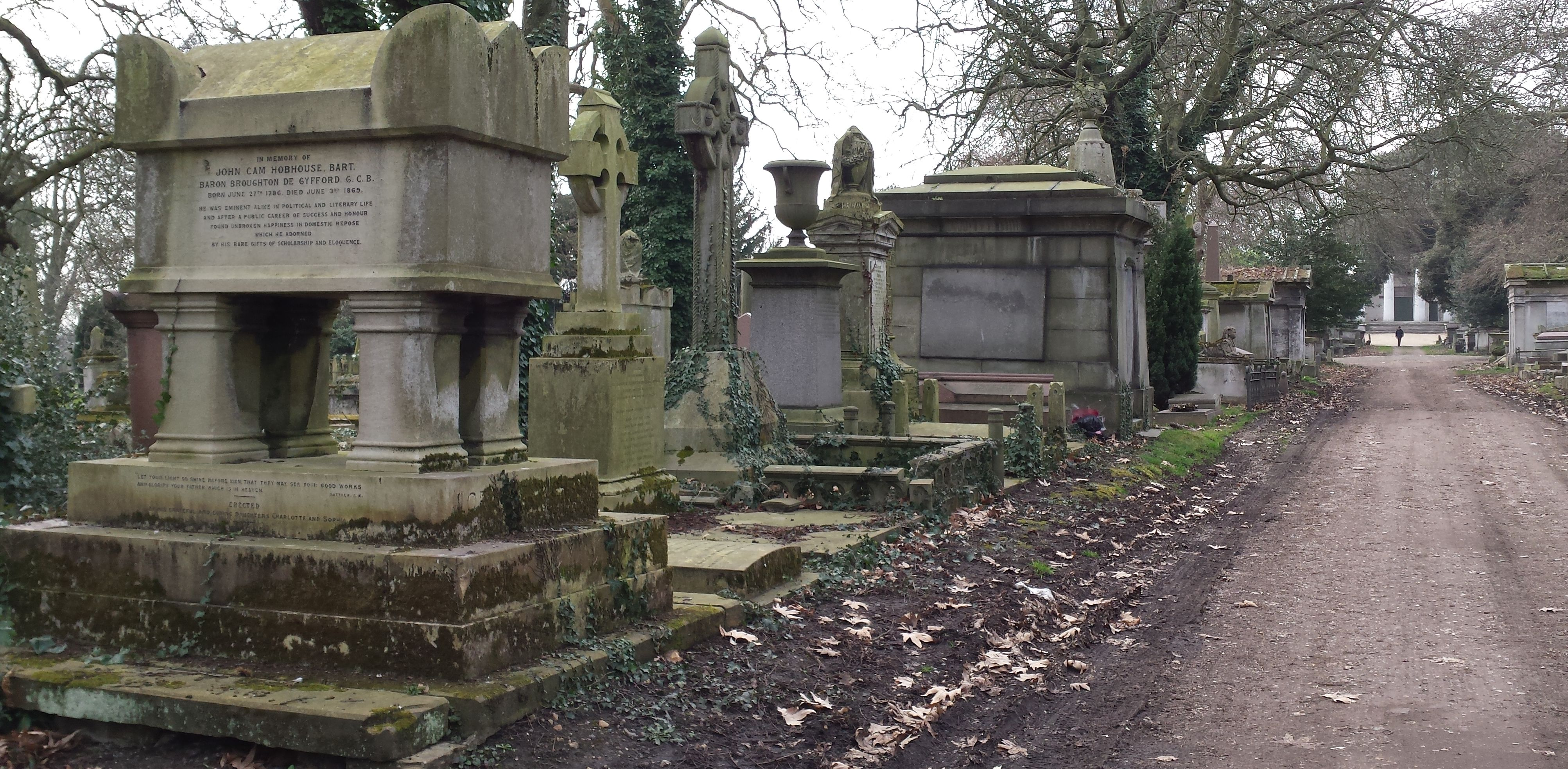
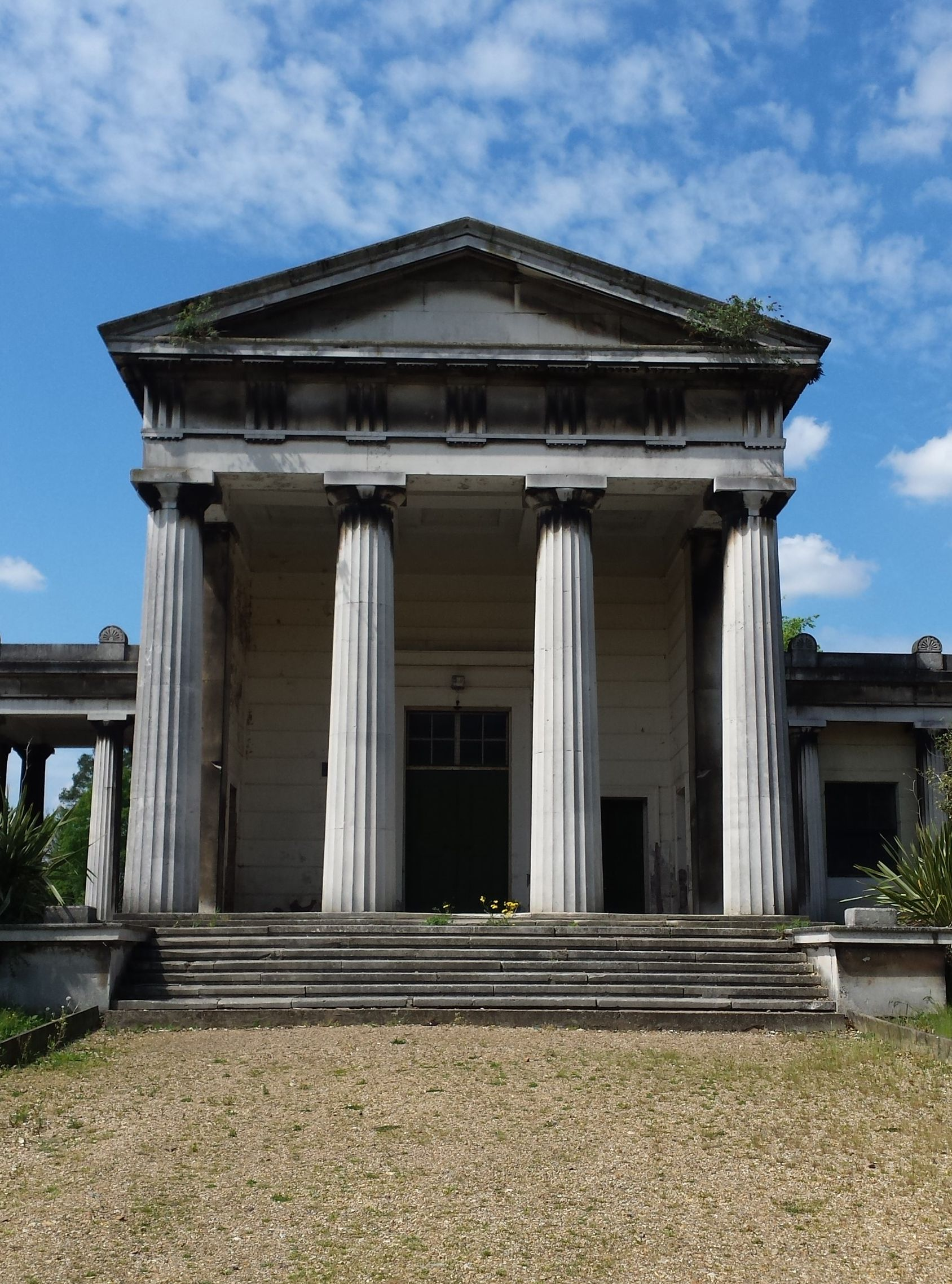
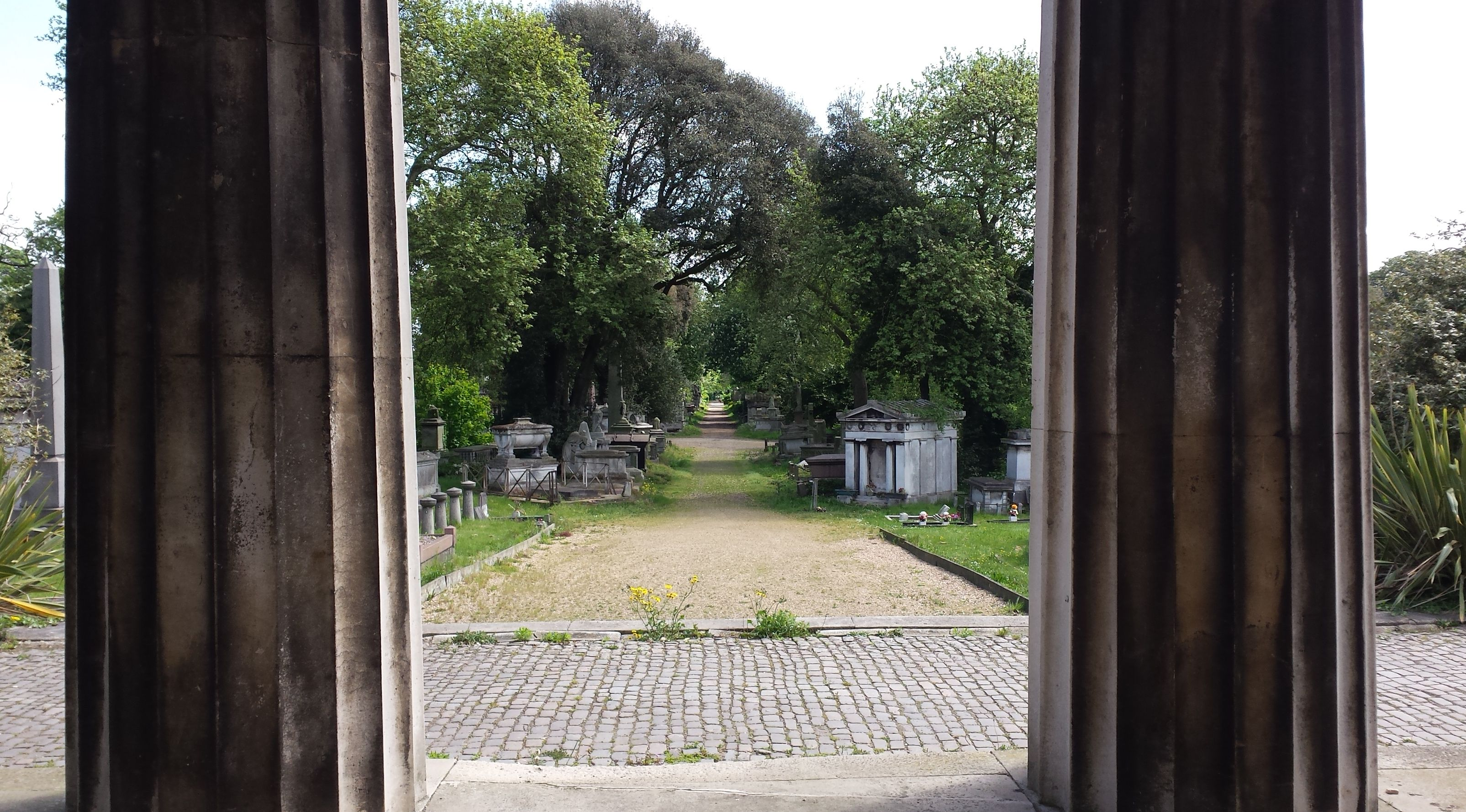
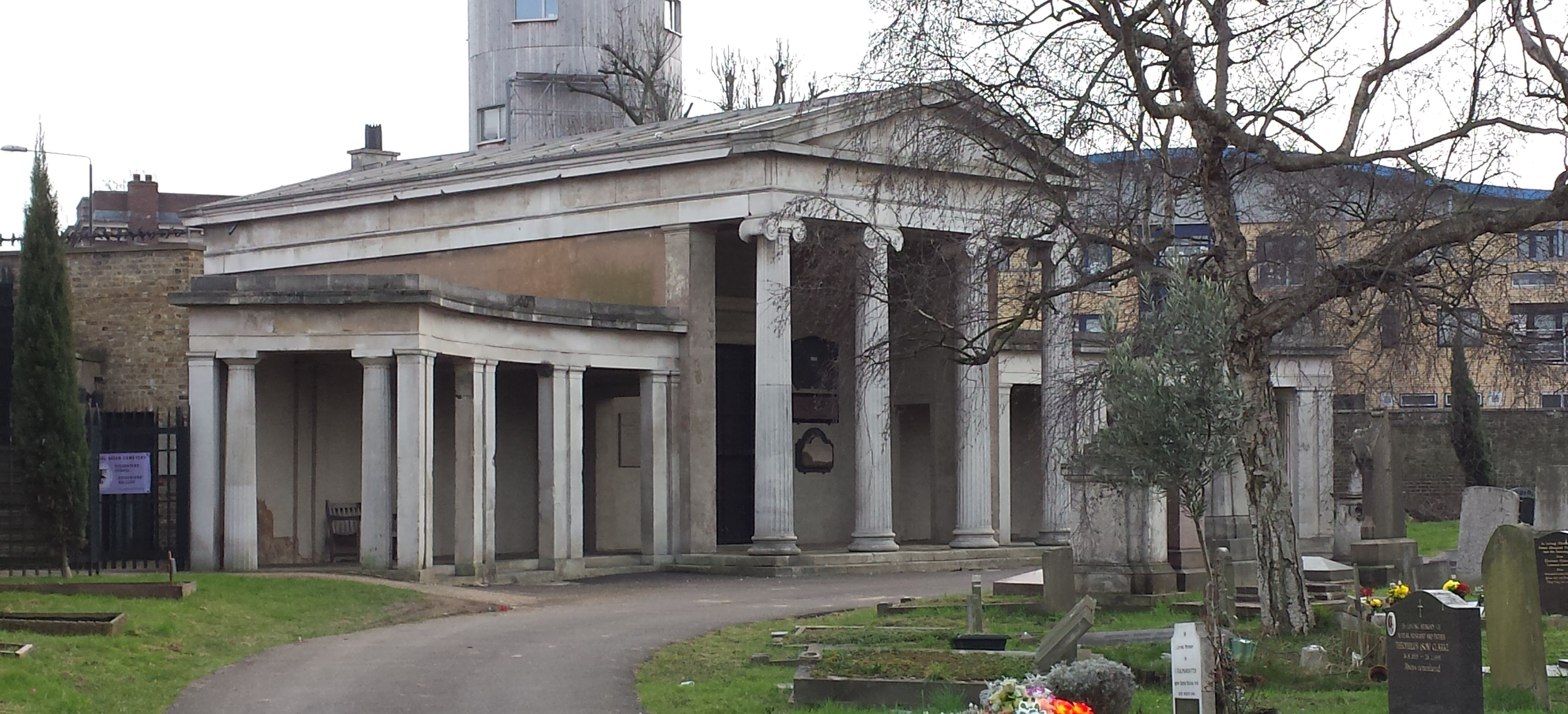
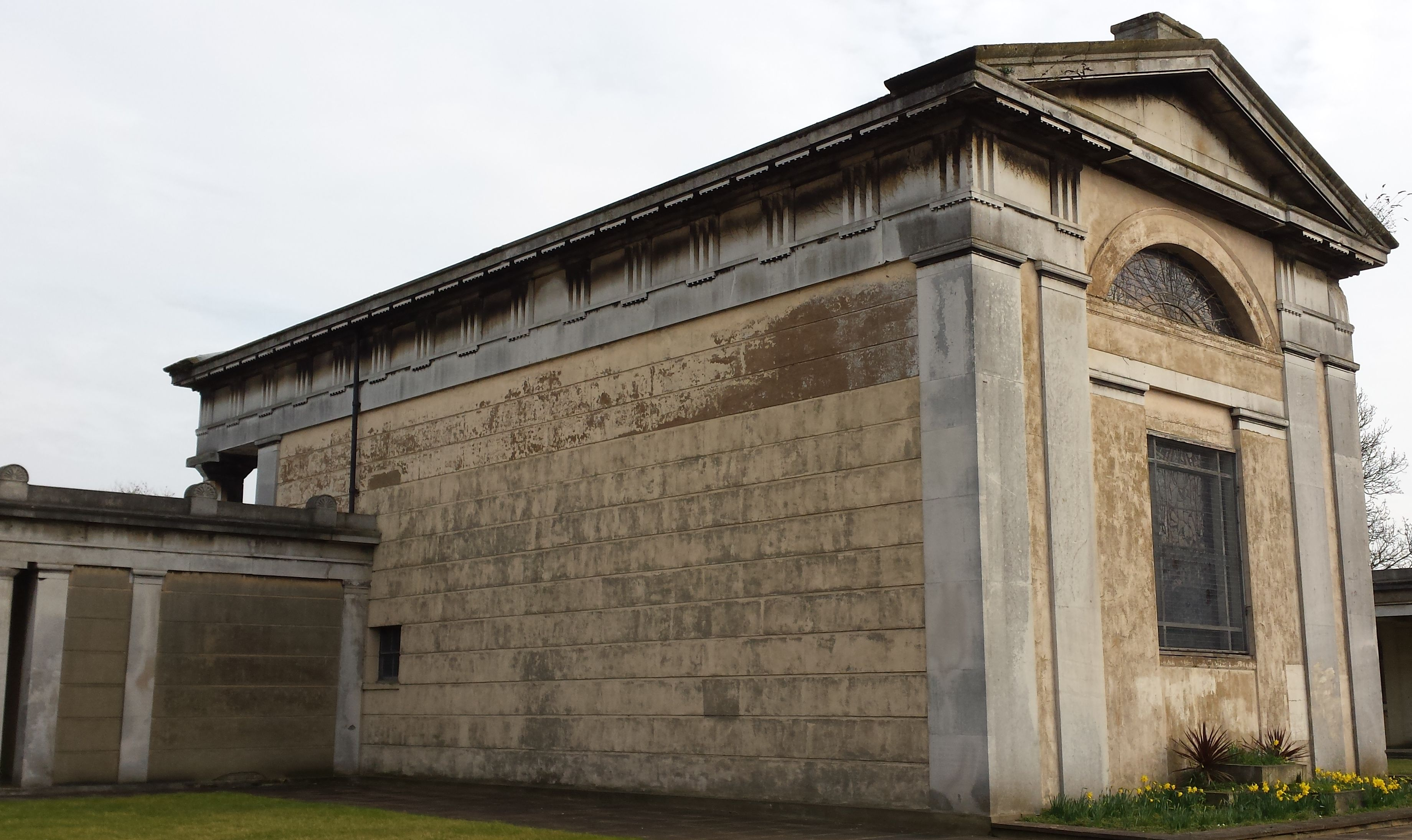